# Championnat d'Afrique féminin de football 2012
Navigation
Édition précédente Édition suivante
Le Championnat d'Afrique de football féminin 2012 est la huitième édition du Championnat d'Afrique de football féminin, une compétition de la Confédération africaine de football (CAF) qui met aux prises les meilleures sélections nationales féminines de football affiliées à la CAF.
La Guinée équatoriale est le pays organisateur de la compétition. De janvier à juin 2012, les sélections nationales de 24 pays participent à une phase de qualifications, dans le but de désigner les huit équipes pouvant prendre part au tournoi final.
Les Équatoguinéennes remportent leur deuxième titre après s'être imposées en finale face aux Sud-Africaines avec un score de 4 à 0.

## Désignation du pays organisateur
Alors que le Zimbabwe est pressenti pour organiser l'édition 2012 du Championnat d'Afrique à la fin de l'année 2011, c'est finalement la Guinée équatoriale qui se voit attribuer l'organisation du Championnat d'Afrique de football féminin 2012.

## Qualifications

### Tour préliminaire
Les matchs aller du tour préliminaire ont lieu du 13 au 15 janvier 2012 et les matchs retour du 27 au 29 janvier 2012. Le Nigeria, la Guinée équatoriale, l'Afrique du Sud et le Cameroun, qui ont terminé aux quatre premières places du Championnat d'Afrique de football féminin 2010, sont exempts de ce tour-ci.
| Équipe 1      | Résultat | Équipe 2   | Aller | Retour | Tirs au but |
| ------------- | -------- | ---------- | ----- | ------ | ----------- |
| Égypte        | 4 – 6    | Éthiopie   | 4 – 2 | 0 – 4  | –           |
| Namibie       | 2 – 7    | Tanzanie   | 0 – 2 | 2 – 5  | –           |
| Côte d'Ivoire | 10 – 1   | Guinée     | 5 – 1 | 5 – 0  | –           |
| Kenya         | forfait  | Mozambique | –     | –      | –           |
| Zambie        | 9 – 4    | Malawi     | 7 – 0 | 2 – 4  | –           |
| Maroc         | 2 – 2    | Tunisie    | 2 – 0 | 0 – 2  | 5 – 3       |
| Sénégal       | forfait  | Burundi    | –     | –      | –           |
| Botswana      | 1 – 3    | Zimbabwe   | 0 – 1 | 1 – 2  | –           |
| Ouganda       | 1 – 5    | RD Congo   | 1 – 1 | 0 – 4  | –           |
| Mali          | 0 – 8    | Ghana      | 0 – 3 | 0 – 5  | –           |

### Premier tour
Les matchs aller du premier tour ont lieu du 25 au 27 mai 2012 et les matchs retour du 15 au 17 juin 2012. L'attribution tardive de l'organisation de la phase finale à la Guinée équatoriale a pour conséquence la qualification directe des Équatoguinéennes et de la République démocratique du Congo pour le tournoi final.
| Équipe 1      | Résultat | Équipe 2           | Aller | Retour | T.a.b. |
| ------------- | -------- | ------------------ | ----- | ------ | ------ |
| Éthiopie      | 3 – 1    | Tanzanie           | 2 – 1 | 1 – 0  | -      |
| Côte d'Ivoire | 12 – 0   | Mozambique         | 7 – 0 | 5 – 0  | -      |
| Zambie        | 2 – 6    | Afrique du Sud     | 1 – 4 | 1 – 2  | -      |
| Maroc         | 0 – 0    | Sénégal            | 0 – 0 | 0 – 0  | 4 - 5  |
| Zimbabwe      | 0 – 6    | Nigeria            | 0 – 2 | 0 – 4  | -      |
| RD Congo      | Non joué | Guinée équatoriale | –     | –      | -      |
| Ghana         | 2 – 2    | Cameroun           | 1 – 1 | 1 – 1  | 8 - 9  |

## Nations qualifiées
Huit équipes participent à la compétition. Le tableau dresse le classement FIFA entre les différentes participantes et leurs places sur le plan mondial.
| Monde | Afrique | Nation             |
| ----- | ------- | ------------------ |
| 27    | 1       | Nigeria            |
| 50    | 2       | Cameroun           |
| 56    | 4       | Afrique du Sud     |
| 62    | 5       | Guinée équatoriale |
| 68    | 6       | Côte d'Ivoire      |
| 79    | 10      | Sénégal            |
| 101   | 14      | Éthiopie           |
| 106   | 16      | RD Congo           |

## Villes et stades retenus
Deux stades équatoguinéens sont sélectionnés pour accueillir les matchs du Championnat d'Afrique 2012 : le Nuevo Estadio de Malabo et  le stade Nkoantoma à Bata. Chaque stade accueille le même nombre de matchs de la phase de groupes aux demi-finales. Le match pour la troisième place et la finale sont joués à Malabo.
| Bata            | Malabo                  |
| --------------- | ----------------------- |
| Stade Nkoantoma | Nuevo Estadio de Malabo |
|                 |                         |

## Déroulement de la phase finale
Les rencontres du tournoi se disputent selon les lois du jeu, qui sont les règles du football définies par l'International Football Association Board (IFAB).
La compétition se dispute sur deux tours. Le premier tour se joue par groupes de quatre équipes, la répartition des équipes dans les différents groupes étant déterminée par tirage au sort. Le deuxième tour est une phase à élimination directe.

### Phase de groupes

#### Format et règlement
Au premier tour, les équipes participantes sont réparties en deux groupes de quatre équipes., le tirage ayant lieu le 17 juillet. Chaque groupe se dispute sous la forme d'un championnat. Dans chaque groupe, chaque équipe joue un match contre ses trois adversaires. Les deux premières équipes de chaque poule se qualifient pour les demi-finales, les autres sont éliminées. Le classement des groupes utilise un système de points, où les points suivants sont attribués à chaque match joué :
- 3 points pour un match gagné;
- 1 point pour un match nul;
- 0 point pour un match perdu.

#### Groupe A
| Rang | Équipe             | Pts | J | G | N | P | Bp | Bc | Diff |
| ---- | ------------------ | --- | - | - | - | - | -- | -- | ---- |
| 1    | Guinée équatoriale | 9   | 3 | 3 | 0 | 0 | 12 | 0  | +12  |
| 2    | Afrique du Sud     | 6   | 3 | 2 | 0 | 1 | 5  | 2  | +3   |
| 3    | RD Congo           | 3   | 3 | 1 | 0 | 2 | 2  | 10 | -8   |
| 4    | Sénégal            | 0   | 3 | 0 | 0 | 3 | 0  | 7  | -7   |

| Match | Date            | Heure       | Lieu   | Équipe 1           | Résultat | Équipe 2       |
| ----- | --------------- | ----------- | ------ | ------------------ | -------- | -------------- |
| 1     | 28 octobre 2012 | 14h30 UTC+1 | Malabo | Guinée équatoriale | 1–0      | Afrique du Sud |
| 2     | 28 octobre 2012 | 17h30 UTC+1 | Malabo | Sénégal            | 0–1      | RD Congo       |
| 5     | 31 octobre 2012 | 14h30 UTC+1 | Malabo | Afrique du Sud     | 1–0      | Sénégal        |
| 6     | 31 octobre 2012 | 17h30 UTC+1 | Malabo | Guinée équatoriale | 6–0      | RD Congo       |
| 9     | 3 novembre 2012 | 17h30 UTC+1 | Malabo | Guinée équatoriale | 5–0      | Sénégal        |
| 10    | 3 novembre 2012 | 17h30 UTC+1 | Bata   | Afrique du Sud     | 4–1      | RD Congo       |

#### Groupe B
| Rang | Équipe        | Pts | J | G | N | P | Bp | Bc | Diff |
| ---- | ------------- | --- | - | - | - | - | -- | -- | ---- |
| 1    | Nigeria       | 9   | 3 | 3 | 0 | 0 | 8  | 2  | +6   |
| 2    | Cameroun      | 4   | 3 | 1 | 1 | 1 | 5  | 3  | +2   |
| 3    | Côte d'Ivoire | 3   | 3 | 1 | 0 | 1 | 7  | 7  | 0    |
| 4    | Éthiopie      | 1   | 3 | 0 | 1 | 2 | 0  | 8  | -8   |

| Match | Date              | Heure       | Lieu   | Équipe 1      | Résultat | Équipe 2      |
| ----- | ----------------- | ----------- | ------ | ------------- | -------- | ------------- |
| 3     | 29 octobre 2012   | 14h30 UTC+1 | Bata   | Nigeria       | 2–1      | Cameroun      |
| 4     | 29 octobre 2012   | 17h30 UTC+1 | Bata   | Côte d'Ivoire | 5–0      | Éthiopie      |
| 7     | 1er novembre 2012 | 14h30 UTC+1 | Bata   | Cameroun      | 4–1      | Côte d'Ivoire |
| 8     | 1er novembre 2012 | 17h30 UTC+1 | Bata   | Éthiopie      | 0–3      | Nigeria       |
| 11    | 4 novembre 2012   | 17h30 UTC+1 | Bata   | Nigeria       | 3–1      | Côte d'Ivoire |
| 12    | 4 novembre 2012   | 17h30 UTC+1 | Malabo | Cameroun      | 0–0      | Éthiopie      |

### Phase à élimination directe

#### Format et règlement
Le deuxième tour est disputé sur élimination directe et comprend des demi-finales, un match pour la troisième place et une finale. Les vainqueurs sont qualifiés pour le tour suivant, les perdants éliminés. Si les deux équipes sont à égalité à la fin du temps règlementaire de 90 minutes, une prolongation de deux fois 15 minutes est jouée. Une pause de 5 minutes est observée entre le temps règlementaire et la prolongation. Aucune pause n'est observée entre les deux périodes de la prolongation. Si les deux équipes sont toujours à égalité à la fin de la prolongation, le vainqueur est désigné par l'épreuve des tirs au but.

#### Tableau final
|  | Demi-finales              | Demi-finales             |                        |   | Finale                    | Finale                    |
|  | Demi-finales              | Demi-finales             |                        |   | Finale                    | Finale                    |
|  |                           |                          |                        |   |                           |                           |
|  | 7 novembre 2012 à Malabo  | 7 novembre 2012 à Malabo |                        |   | 11 novembre 2012 à Malabo | 11 novembre 2012 à Malabo |
|  | 7 novembre 2012 à Malabo  | 7 novembre 2012 à Malabo |                        |   | 11 novembre 2012 à Malabo | 11 novembre 2012 à Malabo |
|  | Guinée équatoriale        | 2                        |                        |   | 11 novembre 2012 à Malabo | 11 novembre 2012 à Malabo |
|  | Guinée équatoriale        | 2                        |                        |   | 11 novembre 2012 à Malabo | 11 novembre 2012 à Malabo |
|  | Cameroun                  | 0                        |                        |   | 11 novembre 2012 à Malabo | 11 novembre 2012 à Malabo |
|  | Cameroun                  | 0                        | Guinée équatoriale     | 4 |                           |                           |
|  | 7 novembre 2012 à Bata    |                          | Guinée équatoriale     | 4 |                           |                           |
|  |                           | Afrique du Sud           | 0                      |   |                           |                           |
|  | Nigeria                   | Afrique du Sud           | 0                      | 0 |                           |                           |
|  | Nigeria                   |                          |                        | 0 |                           |                           |
|  | Afrique du Sud            | 1                        |                        |   |                           |                           |
|  | Afrique du Sud            | 1                        | Match pour la 3e place |   |                           |                           |
|  |                           |                          |                        |   |                           |                           |
|  | 11 novembre 2012 à Malabo |                          |                        |   |                           |                           |
|  |                           |                          |                        |   |                           |                           |
|  | Cameroun                  | 1                        |                        |   |                           |                           |
|  | Cameroun                  | 1                        |                        |   |                           |                           |
|  | Nigeria                   | 0                        |                        |   |                           |                           |
|  | Nigeria                   | 0                        |                        |   |                           |                           |